# ユップ・カペルマン
ユップ・カペルマン（Jupp Kapellmann）ことハンス＝ヨーゼフ・カペルマン（Hans-Josef Kapellmann、1949年12月19日 - ）は、ドイツ・ノルトライン＝ヴェストファーレン州出身の元西ドイツ代表サッカー選手。現役時代のポジションはMF。

## 経歴
1968年にアレマニア・アーヘンの一員となり、8月の1.FCニュルンベルク戦でデビュー。そのシーズンは、クラブ史上最上位となるブンデスリーガ2位を獲得した。1970年、1.FCケルンに移籍。カペルマンが移籍したシーズン、アレマニア・アーヘンは降格した。1973年までプレーし、1971年、1973年と2度のDFBポカール準優勝に貢献。また、U-23西ドイツ代表でも6試合に出場した。その後、ブンデスリーガ史上最高額の802,000ドイツマルクでバイエルン・ミュンヘンに引き抜かれた。
バイエルンでは、UEFAチャンピオンズカップ3連覇を始めブンデスリーガ、インターコンチネンタルカップなどのタイトルを獲得。1979年までの6年間でリーグ戦165試合、カップ戦16試合、欧州カップ32試合に出場した。また、1973年には西ドイツ代表にも選ばれ、1974 FIFAワールドカップにも招集された。しかし、代表としてのキャリアは5試合に止まった。晩年は、バイエルンと同じくミュンヘンに本拠地を置くTSV1860ミュンヘンで過ごし、1981年に引退した。
現在は、ローゼンハイムで整形外科医をしている。

## 所属クラブ
- 1968-1970  アレマニア・アーヘン
- 1970-1973  1.FCケルン
- 1973-1979  バイエルン・ミュンヘン
- 1979-1981  TSV1860ミュンヘン

## 獲得タイトル

### クラブ
- ブンデスリーガ　1974
- UEFAチャンピオンズカップ　1974,1975,1976
- インターコンチネンタルカップ　1976

### 代表
- FIFAワールドカップ　1974